# Dallgow-Döberitz
Dallgow-Döberitz, innan 1993 enbart Dallgow, är en kommun och ort i Tyskland, belägen i Landkreis Havelland i förbundslandet Brandenburg, omkring 25 km väster om Berlins centrum och omedelbart utanför Berlins stadsgräns. Döberitz är historiskt känt som militär utbildningsplats och som övningsfält (se Döberitz militärförläggning).  I och med Berlinmurens fall är den tidigare östtyska orten sedan 1990-talet åter en förort till Berlin.

## Historia

### Byn Döberitz
Orten Döberitz var fram till 1800-talet en lantlig by.  År 1892 tog den preussiska armén området i anspråk för att uppföra en militär övningsplats, och byn Döberitz utrymdes därför men lämnades i orört skick.  Under 1950-talet började man som en del av landreformerna i DDR åter odla upp marken, men lantbrukarna som slog sig ned tvingades snart flytta igen då Sovjetarmén 1957 åter tog området i anspråk som övningsplats.  Sedan de sovjetiska trupperna lämnat området 1991 är området omkring den gamla byn naturskyddsområde.

### Dallgow
Dallgow var platsen för olympiabyn under Olympiska sommarspelen 1936, men resterna av OS-byn ligger numera sedan 1990-talets nya kommunindelning i grannkommunen Wustermark. Dallgow var kommunens namn fram till den 19 oktober 1993 när det ändrades till Dallgow-Döberitz.

### Döberitzer Heide
Döberitzer Heide användes för militärt bruk först under 1700-talet.  Vid 1800-talets slut anlades Döberitz militärförläggning, och under början av 1900-talet anlades permanenta kaserner på området, samt vägen Heerstrasse (idag Bundesstrasse 5) som förband övningsområdet med centrala Berlin.  1914 grundades Tysklands första flygflottilj på Döberitzer Heide, och här utbildades bland andra den Röde Baronen, Manfred von Richthofen.  Under Weimarrepubliken var Döberitzer Heide ett fäste för reaktionära rörelser inom armén, och förbandet Marinebrigade Ehrhardt utgick härifrån för att ockupera centrala Berlin under Kappkuppen 1920.
Under Nazityskland och andra världskriget var platsen en viktig utbildningsplats för Wehrmacht.  Härifrån utgick bland annat Legion Condor som deltog i spanska inbördeskriget 1936.  Åren 1944-1945 låg här ett annex till koncentrationslägret Sachsenhausen och ett tvångsarbetsläger för sovjetiska krigsfångar.

### Dallgow-Döberitz efter 1945
Efter andra världskriget användes kasernområdet under en kortare tid som flyktingläger.  Orten låg i den sovjetiska ockupationszonen och tillhörde Östtyskland, och skiljdes mellan 1961 och 1989 från Västberlin och Spandau av Berlinmuren.  Sedan 2003 har det gamla kasernområdet omvandlats till industri- och handelsområde.  Orten har växt kraftigt sedan Tysklands återförening och Berlinmurens fall, som åter gjort orten till en förort till Berlin.

## Kultur och sevärdheter
Döberitzer Heide är sedan 1997 naturskyddsområde, men stora delar av området är som tidigare militärt område av säkerhetsskäl fortfarande avspärrat.
Ortens gymnasieskola Marie-Curie-Gymnasium Dallgow-Döberitz, grundad 2002, var under 2007 inspelningsplats för långfilmen Die Welle.